# Phellibaumin

Phellibaumin B.

Phellibaumins es un derivado de hispidín producido por el hongo Phellinus.